# Lotdurchstieg

Aufbau einer Leiterplatte

Der Lotdurchstieg ist beim Löten ein Maß für die Füllung einer durchkontaktierten Hülse, wenn ein bedrahtetes Bauelement in eine zwei- oder mehrlagige Leiterplatte gelötet wird.
Bei einer Leiterplatte mit beidseitiger Kupferkaschierung gibt es in der Bohrung zur Bestückung von bedrahteten Bauelementen eine metallisierte Hülse. Gleiches gilt, wenn die Leiterplatte mehr als 2 Kupferlagen besitzt. Wenn ein bedrahtetes Bauelement in diese Platine auf der Lötseite gelötet wird, wird der Kupferring auf der Lötsteite durch das flüssige Lot benetzt. Darüber hinaus füllt das flüssige Lot die metallisierte Hülse der Leiterplatte. Die Füllhöhe der Hülse wird als Lotdurchstieg bezeichnet und ist ein entscheidendes Kriterium für die Qualität einer Lötverbindung. Als Lötverfahren für bedrahtete Bauelemente wird meist das Wellenlöten, das Selektivlöten, das Tauchlöten oder das Handlöten mit einem Lötkolben verwendet.

## Grenzen des Lotdurchstiegs
Die Lötstelle auf der Leiterplatte wird durch das flüssige Lot erwärmt. Hierbei wird das Isoliermaterial der Leiterplatte, die Kupferfläche und die metallisierte Hülse erwärmt. Aufgrund der Oberflächenspannung benetzt das flüssige Lot den Kupferring und die metallisierte Hülse. Die Oberflächenspannung sorgt auch dafür, dass sich das Lot in die Hülse hinein zieht. Das flüssige Lot steigt so lange in der metallisierten Hülse einer Leiterplatte nach oben, bis es zur Liquidustemperatur abkühlt und erstarrt. Ab diesem Zeitpunkt erfolgt kein weiterer Lotdurchstieg mehr. In manchen Fällen kann sich hierbei ein unzureichender Lotdurchstieg einstellen.

## Risiken bei schlechtem Lotdurchstieg

### Überschreitung der Stromtragfähigkeit der metallisierten Hülse
Betrachten wir die Stromleitung von der Unterseite (Lötseite) auf die Oberseite (Bauteilseite) einer Baugruppe. Die Stromtragfähigkeit verteilt sich bei einem 100-prozentigen Lotdurchstieg auf den Anschlussdraht des bedrahteten Bauelements, der metallisierten Hülse und auf das in der Hülse vorhandene Lot. Ohne eine 100-prozentigen Lotdurchstieg scheidet im oberen Bereich ohne Lotdurchstieg die Tragfähigkeit des Bauelementdrahts aus, da dieses auf der Oberseite nicht mehr durch das Lot angebunden ist. Weiterhin scheidet das Lot selbst aus, da dieser Bereich der Hülse nicht mit Lot gefüllt ist. Die Stromtragfähigkeit erfolgt in diesem Fall nur durch die Kupferhülse. Bei höheren Strömen besteht das Risiko, dass die maximal zulässige Stromdichte der Hülse überschritten werden kann und somit beschädigt wird.

### Fehlende mechanische Stabilität
Ein 100-prozentiger Lotdurchstieg bindet den Anschlussdraht auf der kompletten Länge der Hülse an. Bei einem schlechteren Lotdurchstieg nimmt auch die mechanische Stabilität der Lötverbindung ab. Bei massereichen bedrahteten Bauelementen besteht daher das Risiko, dass bei Erschütterungen die Lötstelle mechanisch zerstört wird.

## Maßnahmen zur Verbesserung des Lotdurchstiegs
Der Lotdurchstieg kann im Wesentlichen durch die nachfolgend aufgelisteten Maßnahmen verbessert werden. Hierbei ist zu beachten, dass einzelne Maßnahmen möglicherweise im Widerspruch zu den Anforderungen an die Leiterplatte (z. B. geringe Kupferdicke bei hohen Anforderungen an die Stromtragfähigkeit) stehen können.

### Stärker wirkende Flussmittel
Stärker wirkende Flussmittel verbessern den Lotdurchstieg, indem sie die metallisierte Oberfläche der Leiterplatte verstärkt von Oxiden befreien und die Benetzung der metallischen Oberflächen verbessern. Ein stärker wirkendes Flussmittel unterstützt diesen Effekt.

### Stärkeres Vorheizen
Durch die Anbindung von Innenlagen der Leiterplatte wird beim Löten Wärme in die Innenlagen abgeführt. Durch eine verstärkte Vorheizung der Baugruppe beim Lötprozess werden auch die Innenlagen auf eine höhere Temperatur gebracht. Beim Löten wird dann weniger Wärme in die Innenlagen abgeführt. Dies hat den Vorteil, dass das flüssige Lot weiter in der Hülse aufsteigen kann, bevor es abkühlt.

### Erhöhung der Lottemperatur
Das Lot wird durch die Lötanlage auf die Betriebstemperatur im flüssigen Zustand gebracht. Je höher die Lottemperatur ist, desto mehr Wärme kann an die Umgebung abgegeben werden, ohne dass das Lot abkühlt. Technisch ist aber die Maximaltemperatur des Lots durch die maximal zulässige Temperaturbelastung der Bauelemente begrenzt.

### Lotwerkstoff mit niedrigerer Liquidustemperatur
Wird ein Lotwerkstoff durch einen anderen Werkstoff mit geringerer Liquidustemperatur ausgetauscht, so kann ein verbesserter Lotdurchstieg in der Hülse erreicht werden. In diesem Fall kann das flüssige Lot mehr Wärme an die Umgebung der Lötstelle abgeben, ohne dass es sofort erstarrt. Bei bleifreien Standardloten kommt es verstärkt zu schlechtem Lotdurchstieg, beispielsweise besitzen diese Lote für das bleifreie Löten auf Zinn-Silber-Kupfer-Basis höhere Liquidustemperaturen als Zinn-Blei-Lote.

### Anbindung nur benötigter Kupferlagen
Eine Multilayer-Leiterplatte besitzt mehr als 2 Kupferlagen. Je mehr Kupferlagen eine Leiterplatte besitzt, desto schwieriger wird das Löten, da alle Kupferlagen beim Löten Wärme des flüssigen Lots ableiten. Der Lotdurchstieg kann verbessert werden, wenn die Anzahl der  Innenlagen verringert wird. Wenn die Innenlagen aber aus schaltungstechnischen Gründen notwendig sind, kann das Lötverhalten auch verbessert werden, indem nur die elektrisch notwendigen Innenlagen an die Kupferhülse angebunden werden.

### Verwendung geringerer Kupferdicken
Je dicker die Kupferbahnen sind, desto mehr Wärme wird der Lötstelle entzogen. Durch die Verwendung möglichst dünner Kupferkaschierungen wird das Lötverhalten verbessert. Eine Verbesserung bringt beispielsweise eine Kupferdicke von 12 µm oder 18 µm anstelle einer Kupferdicke von 35 µm. Durch die geringe Wärmeleitfähigkeit der dünneren Leiterbahnen wird der Lötstelle während des Lötprozesses weniger Wärme entzogen, was dann zu einem besseren Lötdurchstieg führt.

### Anbindung durch schmale Leitungen
Breite Kupferbahnen auf der Leiterplatte leiten verstärkt Wärme von der Lötstelle weg. Durch die Anbindung der Leiterbahnen an die Hülse mit möglichst schmalen Leiterbahnen wird die Wärmeableitung reduziert. Hierdurch kann bei der Lötstelle ein besserer Lotdurchstieg erreicht werden.

## Einlagige Leiterplatte
Bei einer Leiterplatte mit einer einseitigen Kupferkaschierung gibt es in der Bohrung zur Bestückung von bedrahteten Bauelementen keine metallisierte Hülse. Bei dieser Aufbauform gibt es keinen Lotdurchstieg, da die metallisierte Hülse, die zum Lotdurchstieg erforderlich ist, fehlt.
Bei dieser Aufbautechnik kann das bedrahtete Bauelement nur auf der Lötseite der Leiterplatte angebunden werden. Eine qualitativ hochwertige Lötverbindung liegt in diesem Fall vor, wenn der Kupferring um 360° laufend mit Lot benetzt ist, sich im Bereich des Anschlusspins ein Lotkegel ausbildet und die Bohrung komplett mit Lot abgedeckt ist.